# Panderichthyidae
 (octobre 2019).
Si vous disposez d'ouvrages ou d'articles de référence ou si vous connaissez des sites web de qualité traitant du thème abordé ici, merci de compléter l'article en donnant les références utiles à sa vérifiabilité et en les liant à la section « Notes et références ».
Famille
Espèces de rang inférieur
- † Howittichthys?
- † Livoniana
- † Panderichthys
- † Parapanderichthys

Les Panderichthyidae sont une famille éteinte de poissons préhistoriques à nageoires lobées qui vivaient pendant la période du Dévonien. 

## Liste des genres
Selon BioLib (30 octobre 2019) :
- genre Panderichthys Gross, 1941 †